# Lažov notorni (singel)
Lažov notorni je duetska pesem srbske folk-pop pevke Svetlane Ražnatović - Cece in folk pevca Saša Matića, ki je bila objavljena 29. novembra leta 2017, v založbeni hiši CecaMusic. 
Istega dne je na portalu YouTube predstavljen tudi videospot, ki ga je posnel srbski režiser Dejan Milićević. 
Singel je objavljen v digitalni različici.

## Nastanek dueta
Ideja o snemanju skupne pesmi se je porodila spontano ob Cecinem in Sašinem večletnem prijateljstvu. V javnosti sta prvič potrdila govorice o snemanju dueta januarja leta 2017.  Nato sta nekaj mesecev iskala primerno pesem.  Junija istega leta sta za beograjske Novosti potrdila, da sta začela s snemanjem pesmi, čigave avtor je znani srbski skladatelj Goran Ratković Rale.  Nato je srbska tekstopiska Marina Tucaković potrdila, da je besedilo za pesem napisala prav ona.  Nekaj dni kasneje je Ceca na družbenih omrežjih delila vtise s snemanja pesmi.  Avgusta 2017 je Saša razkril, da sta pesem poimenovala Lažov notorni.  Tri dni kasneje sta razkrila načrte o snemanju videospota.  Spot sta vendarle posnela novembra istega leta, le deset dni pred izdajo singla. 

## Izdaja singla
| Digitalna različica | Digitalna različica                 | Digitalna različica | Digitalna različica | Digitalna različica            | Digitalna različica |
| Št.                 | Naslov                              | Besedilo            | Glasba              | Aranžerji                      | Dolžina             |
| ------------------- | ----------------------------------- | ------------------- | ------------------- | ------------------------------ | ------------------- |
| 1.                  | „Lažov notorni‟ (Ceca & Saša Matić) | Marina Tucaković    | Goran Ratković Rale | S. Grahovac - B. Glusac - Rale | 3:41                |

## Promocija singla
Prva spletna promocija singla se je zgodila 29. novembra ob 12. uri, na pevkini uradni YouTube strani.  Videospot, ki ga je posnel znani srbski režiser Dejan Milićević je v enem dnevu zabeležil milijon ogledov, trenutno pa šteje 36 milijonov ogledov (avgust 2019).   Režiser spota je 8. decembra na portalu YouTube objavil tudi krajši dokumentarno-glasbeni spot z naslovom "Making of Lažov notorni", ki prikazuje kako so snemali pesem in videospot. 
29. novembra je na beograjski Pink TV  organizirana tudi prva televizijska promocija singla in videospota.   Videospot so zavrteli v zabavno-glasbeni oddaji "Premijera". Eno uro kasneje so videospot promovirali tudi na beograjski Prva TV. 
Singl je 29. novembra postal dostopen tudi v vseh glasbenih digitalnih trgovinah (iTunes, Spotify, Deezer, ...).
Koncertne promocije singla ni bilo.

## Nagrade
Bralci portala Pink.rs so pesem Lažov notorni razglasili za največjo folk uspešnico leta 2017. Pesem je prejela več kot 21 tisoč glasov.   Ceci so nagrado vročili v oddaji "Premijera". 

## Ostale informacije
- Saša je v pogovoru z novinarko Pink tv razkril, da sta pesem pred njim želela posneti tudi pevka Jana in pevec Jašar Ahmedovski, a da sta se na koncu premislila. [16]
- Ceca in Saša se v videospotu poročita. [17]